# Onthophagus laminosus
Onthophagus laminosus là một loài bọ cánh cứng trong họ Bọ hung (Scarabaeidae).